# 65A busz (Budapest)
A budapesti 65A jelzésű autóbusz Budapest III. kerületében, a Kolosy tér és Fenyőgyöngye között közlekedik. A viszonylatot a Budapesti Közlekedési Zrt. üzemelteti. A járaton engedélyezett a kerékpárszállítás.

## Története
65A jelzéssel több alkalommal is közlekedett autóbusz. Először 1967. november 13-án indították a 65-ös betétjárataként a Bécsi út és a Szélvész utca között, időszakos járatként, majd 1984. szeptember 30-án szüntették meg. 1987. január 1-jén a 65-ös buszt a Hármashatár-hegyig hosszabbították, a Kolosy tér és a Fenyőgyöngye között 65A jelzéssel újra elindult a betétjárat. Ez a járat 1996. március 1-jén szűnt meg. 2014. október 1-jén a 65-ös útvonalát meghosszabbították a Szépvölgyi dűlőig, korábbi útvonalán újraindult a 65A jelzésű betétjárat.

## Útvonala
| Fenyőgyöngye felé                                                                      |
| Kolosy tér vá. – Szépvölgyi út – Virág Benedek utca – Szépvölgyi út – Fenyőgyöngye vá. |
| Kolosy tér felé                                                                        |
| Fenyőgyöngye vá. – Szépvölgyi út – Virág Benedek utca – Szépvölgyi út – Kolosy tér vá. |

- A Fenyőgyöngye végállomásról lehet feljutni a Hármashatár-hegyre, és itt halad át az Országos Kéktúra is.

## Megállóhelyei
Az átszállás kapcsolatok között a 65-ös jelzésű alapjárat nincsen feltüntetve, amely Kolosy tér és Szépvölgyi dűlő között közlekedik.
| 0 | Kolosy tér végállomás                                 | 8 | 9, 29, 111, 165 17, 19, 41 |
| 0 | Ürömi utca                                            | 6 | 29, 111, 165               |
| 1 | Folyondár utca (↓) Folyondár utca (Szépvölgyi út) (↑) | 5 | 165                        |
| 2 | Virág Benedek utca (↓) Szépvölgyi út (↑)              | 4 |                            |
| 3 | Szélvész utca                                         | 3 |                            |
| 4 | Pál-völgyi cseppkőbarlang                             | 2 |                            |
| 5 | Nyereg út                                             | 1 |                            |
| 5 | Fenyőgyöngye végállomás                               | 0 |                            |